# Raphaël Thierry
 (septembre 2023).
Pour l’article ayant un titre homophone, voir Raphaël Thiéry.
Pour les articles homonymes, voir Thierry.
Raphaël Thierry est un artiste plasticien, un peintre et un illustrateur français né le 4 avril 1972 à Tunis. Il déploie ses travaux sur différents supports : dessins, peintures, sculptures, performances, installations et décline sa pratique artistique sous les pseudonymes de Klaus Ramka, Paolo Cari & Rapharty.

## Biographie
Raphaël Thierry grandit dans le sud de la France, près d’Avignon. En 1990, il s’installe à Paris où il étudie les arts graphiques à l'Académie Julian. Sorti dragon d'or de l'École supérieure d'arts graphiques Penninghen en 1994 et lauréat d'une bourse comme pensionnaire de la Villa Médicis en 2005 et 2006, il se consacre depuis exclusivement à son activité de plasticien. Il réalise de multiples expositions et performances tout en déclinant sa pratique artistique sous plusieurs identités. Il collabore depuis de nombreuses années avec l'écrivain et philosophe Federico Nicolao avec lequel il publie en 2004 un premier ouvrage: La Medesima Ombra.  Au cours de son séjour à l'Académie de France à Rome, il fait la connaissance du compositeur Jérôme Combier avec lequel il signera plusieurs performances plastiques lors de concerts du cycle Vies Silencieuses. En 2008,  il crée avec Christian Volckman le binôme ©® et le projet THEFLOW  à l'origine d'une série d'expositions thématiques fruit de leur collaboration artistique. En 2010, il réalise les tableaux et la vidéo pour la pièce " Lulu-une tragèdie monstre" mise en scène par Stéphane Braunschweig au Théâtre national de la Colline. En 2019, il fait la rencontre de Thomas Gayet avec lequel il développe  4rt.fr; son site officiel. Raphaël Thierry conçoit avec Jean-Louis Padis, producteur et directeur de la photographie avec lequel il collabore depuis 2007 et le réalisateur Didier Rouget, une collection de films courts ‘4rtworks’ diffusés sur son site officiel. En 2021 il crée avec Thomas Gayet la galerie  4rtgallery à l'Isle-sur-la-Sorgue.[réf. nécessaire]
Raphaël Thierry vit et travaille entre Paris et Avignon.
Il apparaît dans le film-annonce du Festival du film français au Japon 2010 réalisé par Christian Volckman avec Clémentine Baert.
Il meurt le 14 juin 2021,.

### Diversité d'approches
Les pseudonymes de Raphaël Thierry ont grandi tout au long de sa pratique. Ils sont là depuis le début et se sont imposés par leur différence d’approche et point de vue. Ça a commencé comme un jeu dont ils sont devenus les règles. Ils aident à organiser et à stimuler sa pratique. Raphaël est dans le regard, il questionne la réalité. Klaus est dans le geste, il questionne l’abstraction. Paolo est dans l’esprit, il questionne le processus. Mais dans leur pratique, les frontières sont poreuses. Rien n’est figé.[réf. nécessaire]
Sous son pseudonyme Klaus Ramka il explore la multiplicité des variations qui donnent cœur à l'univers du Totem, thème fétiche de Klaus Ramka : 2 yeux, un nez, une bouche. Le principe de sa pratique picturale repose principalement sur son aspect sériel : le même motif répété à l’infini sous les formes et techniques les plus variées. C’est dans le jeu et l’exploration de ces variations qu’il déploie son univers formel.[réf. nécessaire]
Sous son pseudonyme Paolo Cari, tout part d’une idée, d’une intuition ou d’un questionnement avant le passage à l’acte. C'est comment arriver à partir d’une idée à générer un objet ou une œuvre. À la différence de ses autres démarches, la particularité de Paolo implique l’élaboration d’une manière de travailler toujours nouvelle, propre à chaque projet, tant dans son aspect technique que dans sa méthode.[réf. nécessaire]
Sous son identité Raphaël Thierry, il interroge le réel et son interprétation. L’intention ne se situe pas dans la volonté de représentation ou figuration du réel, mais dans la recherche de son évocation, de son incarnation par et dans la matière, en quête d’une toute autre réalité: celle de l’œuvre elle-même. Il s'appuie donc au départ sur la perception qu'il a de la réalité — ce qu'il voit et qui anime le désir de faire — de se plonger dans le processus de transfiguration qu’offre la matière et explorer ainsi son champ des possibles.[réf. nécessaire]

### Formation
- 1994 - Dragon d'or et major de promotion de l'École supérieure d'arts graphiques Penninghen, Paris[réf. nécessaire]

### Prix
- 2005 - Lauréat d'une bourse comme pensionnaire de la Villa Médicis (Académie de France à Rome)[5],[6].
- 2004 - Prix Met de Penninghen 2004, Paris - France[7].

### Expositions personnelles
- 2011 - Ein blick in der Büchse, Galerie ALFA project, Paris - France[8].
- 2010 - THEFLOW FOOD avec le réalisateur Christian Volckman, La Passerelle, galerie de l'Abbaye de Fontevraud - France[9].
- 2009 - Variations, Thirteenlangtonstreet gallery, Londres - Royaume-Uni[10].
- 2009 - THEFLOW HUNT avec le réalisateur Christian Volckman, galerie One Shot, Paris - France[11].
- 2007 - Fields of Dust, Galerie Espace Carte blanche, Paris - France[12].
- 2007 - Identita # 1, Galerie Art Container, Rome - Italie[13].
- 2006 - Fra i tuoi colori le ombre, cloître de l'Abbaye de Royaumont, France[14].
- 2006 - Visions in dust - Visions en poussière, Atelier del Bosco, Villa Médicis, Rome - Italie[15].

### Expositions collectives
- 2006 - The landscape of the Mediterranean, avec Vincent Bioulés, Antoine de La Boulaye et Pierre Buraglio, Thirteenlangtonstreet, Londres - Royaume-Uni.
- 2005 - À la Surface - Notte Bianca, avec Jérôme Combier, Grandes Galeries, Villa Médicis, Rome - Italie[16].

### Performances
- 2011 - Reflexions with Mara Dobrescu and Ràzvan Popovici, Sonoro - 6e édition du Festival International de musique de chambre, Bucarest - Romanie[17].
- 2010 - Traces avec Sylvain Lemêtre et Jérôme Combier, Nuit des Musées, Campredon Centre d'Art, L'Isle-sur-la-Sorgue - France[18].
- 2007 - Performance pour Identita # 1, Galerie Art Container, Rome - Italie[13].
- 2006 - Vies silencieuses, Festival de Musique de Royaumont, Abbaye de Royaumont - France[19].
- 2005 - Cycle Vies silencieuses, avec Jérôme Combier et l'Ensemble Cairn, Festival Why Note, Dijon - France[20].

## Publications
- 2014 - The book of love - Moscow Museum of Modern Art, Moscou - Russie.
- 2013 - Raphaël Thierry, Dérives, Éditions de la ville de L'Isle-sur-la-Sorgue, Vaucluse - France.  (ISBN 978-2-9533968-3-6).
- 2011 - Cats Theflow à Fontevraud, avec Christian Volckman, Carnet de Visite, Abbaye de Fontevraud - France.  (ISBN 978-2-9513281-8-1).
- 2010 - Totems de sable, texte de Federico Nicolao, Quaderni di Chorus, Supplmento di Chorus una costellazione, Gênes - Italie.
- 2010 - Klaus Ramka, Ardet In Hostem, Éditions de la ville de L'Isle-sur-la-Sorgue, Vaucluse - France.  (ISBN 978-2-9533968-2-9).
- 2010 - Corps, Sillages Éditions, Vaucluse - France.  (ISBN 2-915945-03-9).
- 2008 - Épreuves du Mystère, Édition Éreme, Paris - France.  (ISBN 2-915337-53-5).
- 2008 - Résistances, Sillages Éditions, Vaucluse - France.
- 2007 - Etudes I et Etudes II, avec Federico Nicolao, Edition d'artiste.
- 2005 - Version Magazine : Coloring Book avec Mircea Cantor, Paris - France.
- 2004 - La Medesima Ombra, texte de Federico Nicolao, Éditions Io, Paris - France.  (ISBN 2-9521179-0-X)[21].
- 2003 - Exercice de style, in Chorus n° 1 , Gênes - Italie.
- 2003 - Aube in Pensée art contemporain, Barcelone - Espagne.

## Livres pour enfant
Sous le pseudonyme de Rapharty, il est l'auteur et l'illustrateur des aventures de Superchien, cette collection de livres pour enfants est traduite en allemand, en anglais, coréen et japonais,.
- Mistral. Une aventure de Superchien, Paris, Éditions Magnard, 2001
- Soleil d'été : Une petite aventure de Superchien, Paris, Éditions Magnard, 2001
- Joyeux Noël. Une aventure de Superchien, Paris, Éditions Magnard, 2001
- Polaire. Une aventure de Superchien, Paris, Éditions Magnard, 2001
- Air de printemps. Une aventure de Superchien, Paris, Éditions Magnard, 2001
- Ami d'hiver. Une aventure de Superchien, Paris, Éditions Magnard, 2001
- Parfum d'automne. Une aventure de Superchien, Paris, Éditions Magnard, 2001
- Ici et là. Une aventure de Superchien, Paris, Éditions Magnard, 2001
- De passage. Une aventure de Superchien, Paris, Éditions Magnard, 2001
- Déluge. Une aventure de Superchien, Paris, Éditions Magnard, 2001[26]
- Mirage. Une aventure de Superchien, Paris, Éditions Magnard, 2001
- Pleine Lune. Une aventure de Superchien, Paris, Éditions Magnard, 2001[27]
- Solitude. Une aventure de Superchien, Paris, Éditions Magnard, 2001